# Ludmila Formanová
Ludmila Formanová (* 2. ledna 1974 Čáslav) je bývalá česká atletka, půlkařka.

## Kariéra
V roce 1993 se stala ve španělském San Sebastiánu juniorskou mistryní Evropy. O dva roky později byla na halovém MS v Barceloně členkou štafety, která vybojovala stříbrné medaile v běhu na 4 × 400 metrů. Na stříbru se dále podílely Naděžda Koštovalová, Helena Fuchsová a Hana Benešová.

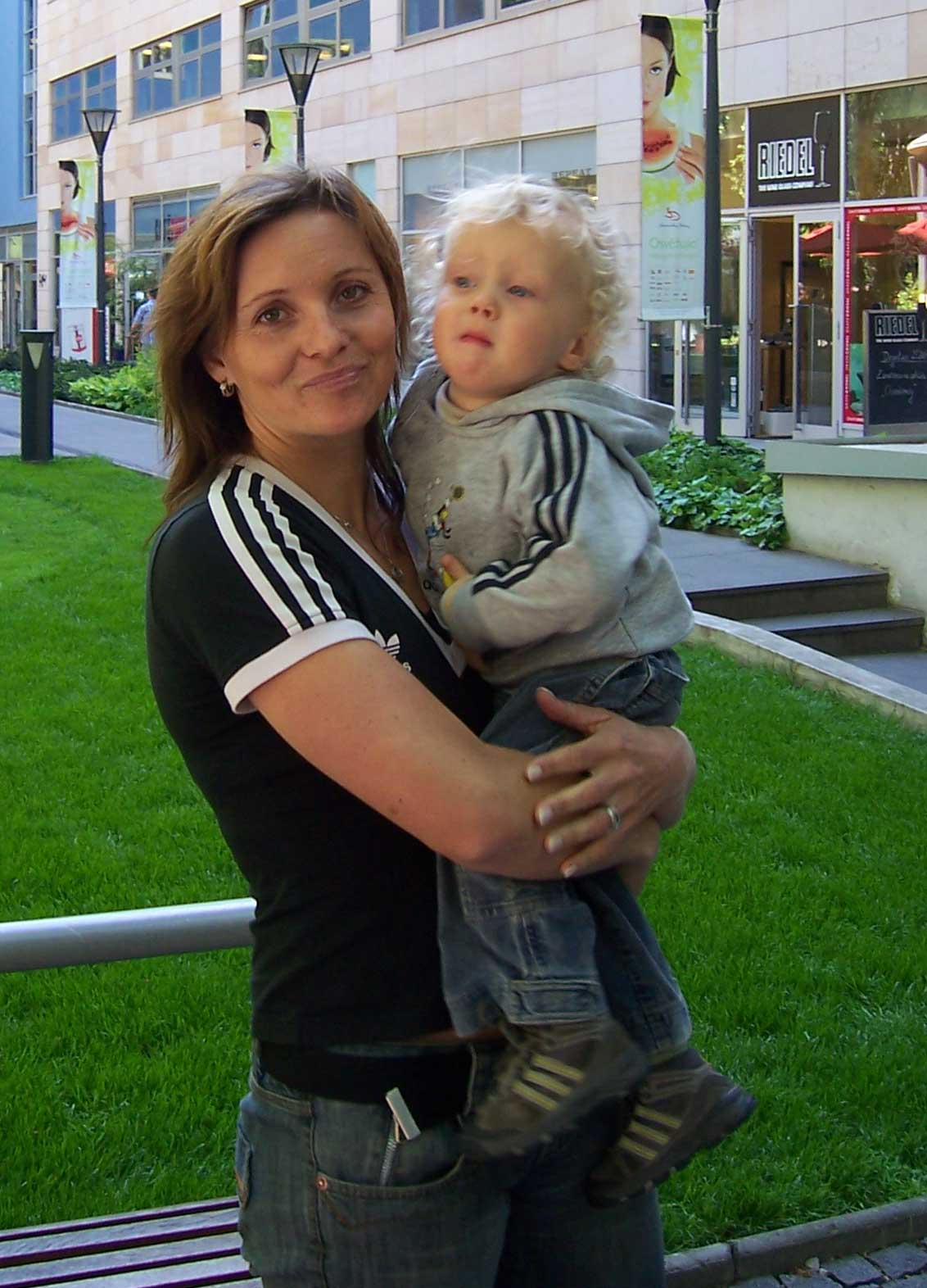
Ludmila Formanová se synem Petrem (2007)

Na halovém ME 1996 ve Stockholmu skončila těsně pod stupni vítězů, čtvrtá. V roce 1998 se stala ve Valencii halovou mistryní Evropy. Na ME v atletice 1998 v Budapešti doběhla v prvním semifinálovém běhu na 6. místě a do finále nepostoupila.
V roce 1999 se stala v japonském Maebaši nečekanou halovou mistryní světa v běhu na 800 m. Trať zaběhla v dosud platném rekordu šampionátu 1:56,90. Stříbro získala Maria Mutolaová z Mosambiku, která byla o 27 setin sekundy pomalejší. Na MS v atletice pod otevřeným nebem ve španělské Seville tentýž rok Formanová zaběhla také rekord šampionátu na 800 metrů časem 1:56,68. Ve stejném roce dokázala ještě zlepšit svůj osobní rekord na 1:56,56. V roce 2002 na evropském šampionátu v Mnichově doběhla ve finále v čase 2:00,23 na 4. místě.
Dvakrát reprezentovala na letních olympijských hrách. V roce 1996 na olympiádě v Atlantě skončila v běhu na 800 metrů v semifinále. V běhu na 4 × 400 metrů obsadila česká štafeta ve finále časem 3:26,99 předposlední, 7. místo. Na olympiádě 2000 v Sydney byla nucena pro zranění kotníku odstoupit z úvodního rozběhu.
Její trenérkou byla bývalá významná československá atletka a světová rekordmanka Jarmila Kratochvílová.

## Rodina
Má syna Petra (* 2005).

## Současnost
Dne 2. května 2007 oznámila Formanová konec své aktivní sportovní kariéry.
Od roku 2008 do roku 2022 vyučovala tělesnou výchovu na gymnáziu v Čáslavi.  Nyní působí jako trenérka atletické mládeže v místním atletickém klubu. 